# Josep Tàrrech Bofarull
Josep Tàrrech Bofarull (Reus, 1821 - segle XIX) va ser un militar català
Amb 15 anys, el 1836, durant la Primera Guerra Carlina, va ser voluntari a l'exèrcit, destinat al Primer Batalló Franc de Catalunya. Va prendre part en accions a Riudecols i Alforja. Al llarg de 1837, prengué part en diverses operacions sota el comandament del general Baró de Meer a Solsona; també participà en el setge de Vilanova, a les ordres del coronel José Clemente, a la batalla del 22 de juny a Girona i a altres accions contra els carlins. Durant els anys 1838 i 1839 efectuà diverses accions a Osca, Ripoll, Solsona, Peracamps i Àger. Participà en les operacions als Fets de Peracamps i a Cardona, per les que va ser condecorat amb la Medalla de Maria Isabel Luisa, el 1840. Va estar en actiu fins al 1841, quan es va dissoldre el Batalló. Llicenciat fins al 1859, es reincorporà a l'exèrcit aquell any, quan, amb motiu de la guerra d'Àfrica es creà el Batalló de Voluntaris Catalans, on entrà amb el grau d'alferes, sota les ordres de Joan Prim. Es destacà a la batalla de Wad-Ras per la que se li concedí la Creu de Sant Ferran de Primera Classe i va ser ascendit a sotstinent d'infanteria. Tornat a la península el 1861, va ser enviat en comissió militar a l'illa de Santo Domingo, i després acompanyà a Prim en l'expedició a Mèxic, d'on tornà el 1863. El 1868 obté el grau de capità. El 1872 va prendre part en operacions contra partides carlistes a Navarra i al País Basc. El 1873 és nomenat comandant militar de Riudoms per tal de lluitar contra les partides carlines de la comarca. Durant la Primera República va ser destinat a València. El 1875, amb el grau de comandant, es casa a Gràcia amb Josepa Herráinz. Prengué part en accions de guerra contra els carlistes pel País Valencià i per Catalunya. El 1876 el seu batalló formava part de l'exèrcit d'honor que va acompanyar a Alfons XII en la seva entrada a Madrid. El 1877 va ser destinat a Extremadura, i després a Oviedo, on es llicencià el 1879. La pensió que li quedava era més aviat escassa i va patir dificultats econòmiques. Es desconeix la data de la seva mort.